# Hoplitis wahrmani
Hoplitis wahrmani är en biart som först beskrevs av Mavromoustakis 1948.  Hoplitis wahrmani ingår i släktet gnagbin, och familjen buksamlarbin. Inga underarter finns listade i Catalogue of Life.